# گویند مرد مردم است
گویند مرد مردم است (به هندی: Govindudu Andarivadele) یا ارباب مرد مردم است فیلمی محصول سال ۲۰۱۴ و به کارگردانی کریشنا وامسی است. در این فیلم بازیگرانی همچون رام چاران، سریکانات، کجال آگاروال، کامالینی موکرجی، پراکاش راج و کوتا سرینیواسا راو ایفای نقش کرده‌اند.